# 왕획 (중손)
왕획(王獲, ? ~ 기원전 2년)은 전한 말기의 인물로, 자는 중손(中孫)이며 위군 원성현(元城縣) 사람이다. 신나라 황제 왕망의 차남이다.

## 행적
원수 원년(元壽 元年, 기원전 2년) 1월, 왕획이 자신의 노비를 함부로 죽이자 왕망은 아들 왕획에게 자살하라고 요구했고 왕획은 스스로 목숨을 끊었다.